# زبان منتوناسکی
زبان منتوناسکی گویشی از زبان‌های اکسیتان است که در جنوب غرب فرانسه در مجاورت زبان‌های اینتملیو و لیگوری بدان تکلم می‌شود. زمانی در جمهوری جنوا این زبان دارای جایگاهی ویژه بود اما پس از اشغال منطقه منتون توسط فرانسه در سال ۱۸۶۰ این زبان رو به افول گذاشت. امروز تنها ده درصد از جمعیت شهر منتون و برخی روستاهای اطراف آن به این زبان تکلم می‌کنند و از زبان‌های در معرض نابودی شناخته شده‌است.